# Tom Boere
Tom Boere (Breda, 24 november 1992) is een Nederlandse voetballer die als aanvaller speelt.

## Jeugd
Hij begon te voetballen bij het plaatselijke VV Terneuzen, maar werd daarna weggehaald door AA Gent. Zijn talent viel ook AFC Ajax op. Hij werd enkele jaren achtereen topschutter in de jeugdteams van AFC Ajax, maar brak nooit door.

## Carrière

### AA Gent
Nadat er al enkele dagen geruchten waren over een terugkeer van de 19-jarige Terneuzenaar tekende hij 's morgens vroeg op 1 januari 2012 een contract voor 3,5 jaar bij AA Gent. Hij ging meteen mee op winterstage naar het Spaanse Granada om zich in te burgeren bij zijn nieuwe club.
Op 21 januari 2012 maakte hij zijn debuut door in de 86e minuut Rafinha te vervangen in een competitiematch tegen Zulte Waregem. Voor een wedstrijd tegen RSC Anderlecht werd hij uit de selectie gehaald om matchritme op te doen bij de beloften, maar een week later tegen STVV kreeg hij een korte invalbeurt van 8 minuten in de 6-0 gewonnen wedstrijd.
Trainer Trond Sollied gaf aan dat de korte invalbeurten en het uit de selectie laten om een beloftematch te spelen van Boere bewuste keuzes waren. Hij wilde hem rustig brengen om hem niet te verbranden op amper 19-jarige leeftijd. Trond Sollied deed dit ook met flankspeler Christian Brüls toen die tijdens de zomer van 2011 overkwam van KVC Westerlo. Die was tijdens de eerste anderhalve maand nog geen onbetwiste basisspeler, maar hij kwam er sterker uit. Trond Sollied hoopte hetzelfde te bereiken met Boere.
In september 2013 werd hij tot het einde van het seizoen verhuurd aan VV Hoogstraten. Na afloop van het seizoen werd zijn contract ontbonden en in juni 2014 tekende hij voor drie seizoenen bij FC Eindhoven. Hier speelde hij in zijn eerste seizoen in meer dan dertig competitieronden, in het tweede iets meer dan de helft.

### FC Oss
Boere verruilde FC Eindhoven in juli 2016 transfervrij voor FC Oss. Hier werd zijn eerste jaar met afstand het meest productieve in zijn carrière. Hij maakte in de 32e speelronde van 2016/17 zijn 31e doelpunt van het seizoen. Hiermee verbrak hij het clubrecord van Stefan Jansen. Die scoorde in het seizoen 2000/01 dertig keer in een jaargang voor FC Oss (toen genaamd TOP Oss). Boere kwam uiteindelijk tot 33 doelpunten in 38 competitiewedstrijden.

### FC Twente
Boere tekende in juni 2017 een contract tot medio 2020 bij FC Twente, de nummer zeven van de Eredivisie in het voorgaande seizoen.

### Duitsland
Op 2 september 2019 werd bekend dat Boere een 1-jarig contract heeft getekend bij KFC Uerdingen dat uitkomt in de 3. Liga in Duitsland. Op 27 juli 2020 verbond Boere zich aan Türkgücü München dat net naar de 3. Liga gepromoveerd was. Een half seizoen later ging hij naar SV Meppen.

### SC Cambuur
Na twee jaar in Duitsland keerde Boere terug naar Nederland. Vanaf medio 2021 kwam Boere uit voor SC Cambuur, dat zijn rentree maakte in de Eredivisie na overtuigend kampioen geworden te zijn in de Keuken Kampioen Divisie.

### NAC Breda
In januari 2023 verkaste Boere, die niet meer voorkwam in de plannen van trainer Sjors Ultee, transfervrij naar NAC Breda. Hij moest bij de club uit zijn geboortestad voor de nodige doelpunten gaan zorgen na een tegenvallende eerste seizoenshelft.

## Clubstatistieken
| Seizoen     | Club             | Competitie         | Competitie | Competitie | Competitie | Beker | Beker | Beker | Internationaal | Internationaal | Internationaal | Totaal | Totaal | Totaal |
| Seizoen     | Club             | Competitie         | Wed.       | Dlp.       | Ass.       | Wed.  | Dlp.  | Ass.  | Wed.           | Dlp.           | Ass.           | Wed.   | Dlp.   | Ass.   |
| ----------- | ---------------- | ------------------ | ---------- | ---------- | ---------- | ----- | ----- | ----- | -------------- | -------------- | -------------- | ------ | ------ | ------ |
| 2011/12     | KAA Gent         | Eerste klasse      | 3          | 0          | 0          | 0     | 0     | 0     | —              | —              | —              | 3      | 0      | 0      |
| Club Totaal | Club Totaal      | Club Totaal        | 3          | 0          | 0          | 0     | 0     | 0     | 0              | 0              | 0              | 3      | 0      | 0      |
| 2013/14     | → Hoogstraten VV | Tweede klasse      | 22         | 6          | 0          | 0     | 0     | 0     | —              | —              | —              | 22     | 6      | 0      |
| Club Totaal | Club Totaal      | Club Totaal        | 22         | 6          | 0          | 0     | 0     | 0     | 0              | 0              | 0              | 22     | 6      | 0      |
| 2014/15     | FC Eindhoven     | Eerste divisie     | 33         | 9          | 5          | 1     | 0     | 0     | —              | —              | —              | 34     | 9      | 5      |
| 2015/16     | FC Eindhoven     | Eerste divisie     | 18         | 3          | 1          | 1     | 0     | 0     | —              | —              | —              | 19     | 3      | 1      |
| Club Totaal | Club Totaal      | Club Totaal        | 51         | 12         | 6          | 2     | 0     | 0     | 0              | 0              | 0              | 53     | 12     | 6      |
| 2016/17     | FC Oss           | Eerste divisie     | 38         | 33         | 6          | 1     | 1     | 0     | —              | —              | —              | 39     | 34     | 6      |
| Club Totaal | Club Totaal      | Club Totaal        | 38         | 33         | 6          | 1     | 1     | 0     | 0              | 0              | 0              | 39     | 34     | 6      |
| 2017/18     | FC Twente        | Eredivisie         | 31         | 5          | 5          | 5     | 2     | 0     | —              | —              | —              | 36     | 7      | 5      |
| 2018/19     | FC Twente        | Eerste divisie     | 31         | 16         | 4          | 3     | 0     | 1     | —              | —              | —              | 34     | 16     | 5      |
| 2019/20     | FC Twente        | Eredivisie         | 1          | 0          | 0          | 0     | 0     | 0     | —              | —              | —              | 1      | 0      | 0      |
| Club Totaal | Club Totaal      | Club Totaal        | 63         | 21         | 9          | 8     | 2     | 1     | 0              | 0              | 0              | 71     | 23     | 10     |
| 2019/20     | KFC Uerdingen    | 3. Liga            | 21         | 9          | 2          | 1     | 1     | 0     | —              | —              | —              | 22     | 10     | 2      |
| Club Totaal | Club Totaal      | Club Totaal        | 21         | 9          | 2          | 1     | 1     | 0     | 0              | 0              | 0              | 22     | 10     | 2      |
| 2020/21     | Türkgücü München | 3. Liga            | 9          | 2          | 1          | 0     | 0     | 0     | —              | —              | —              | 9      | 2      | 1      |
| Club Totaal | Club Totaal      | Club Totaal        | 9          | 2          | 1          | 0     | 0     | 0     | 0              | 0              | 0              | 9      | 2      | 1      |
| 2020/21     | SV Meppen        | 3. Liga            | 19         | 2          | 1          | 1     | 1     | 0     | —              | —              | —              | 20     | 3      | 1      |
| Club Totaal | Club Totaal      | Club Totaal        | 19         | 2          | 1          | 1     | 1     | 0     | 0              | 0              | 0              | 20     | 3      | 1      |
| 2021/22     | SC Cambuur       | Eredivisie         | 22         | 6          | 1          | 1     | 0     | 0     | —              | —              | —              | 23     | 6      | 1      |
| 2022/23     | SC Cambuur       | Eredivisie         | 13         | 0          | 1          | 1     | 0     | 0     | —              | —              | —              | 14     | 0      | 1      |
| Club Totaal | Club Totaal      | Club Totaal        | 35         | 6          | 2          | 2     | 0     | 0     | 0              | 0              | 0              | 37     | 6      | 2      |
| 2022/23     | NAC Breda        | Eerste divisie     | 10         | 0          | 2          | 1     | 1     | 0     | —              | —              | —              | 11     | 1      | 2      |
| 2023/24     | NAC Breda        | Eerste divisie     | 31         | 5          | 5          | 1     | 0     | 0     | —              | —              | —              | 32     | 5      | 5      |
| Club Totaal | Club Totaal      | Club Totaal        | 41         | 5          | 7          | 2     | 1     | 0     | 0              | 0              | 0              | 43     | 6      | 7      |
| 2024/25     | Terrassa FC      | Segunda Federación | 15         | 3          | 0          | 0     | 0     | 0     | —              | —              | —              | 15     | 3      | 0      |
| Club Totaal | Club Totaal      | Club Totaal        | 15         | 3          | 0          | 0     | 0     | 0     | 0              | 0              | 0              | 15     | 3      | 0      |
| Totaal      | Totaal           | Totaal             | 317        | 99         | 34         | 17    | 6     | 1     | 0              | 0              | 0              | 334    | 105    | 35     |

## Erelijst
| Eerste divisie | 1 | 2018/19 |